# 데저트 메모리얼 파크

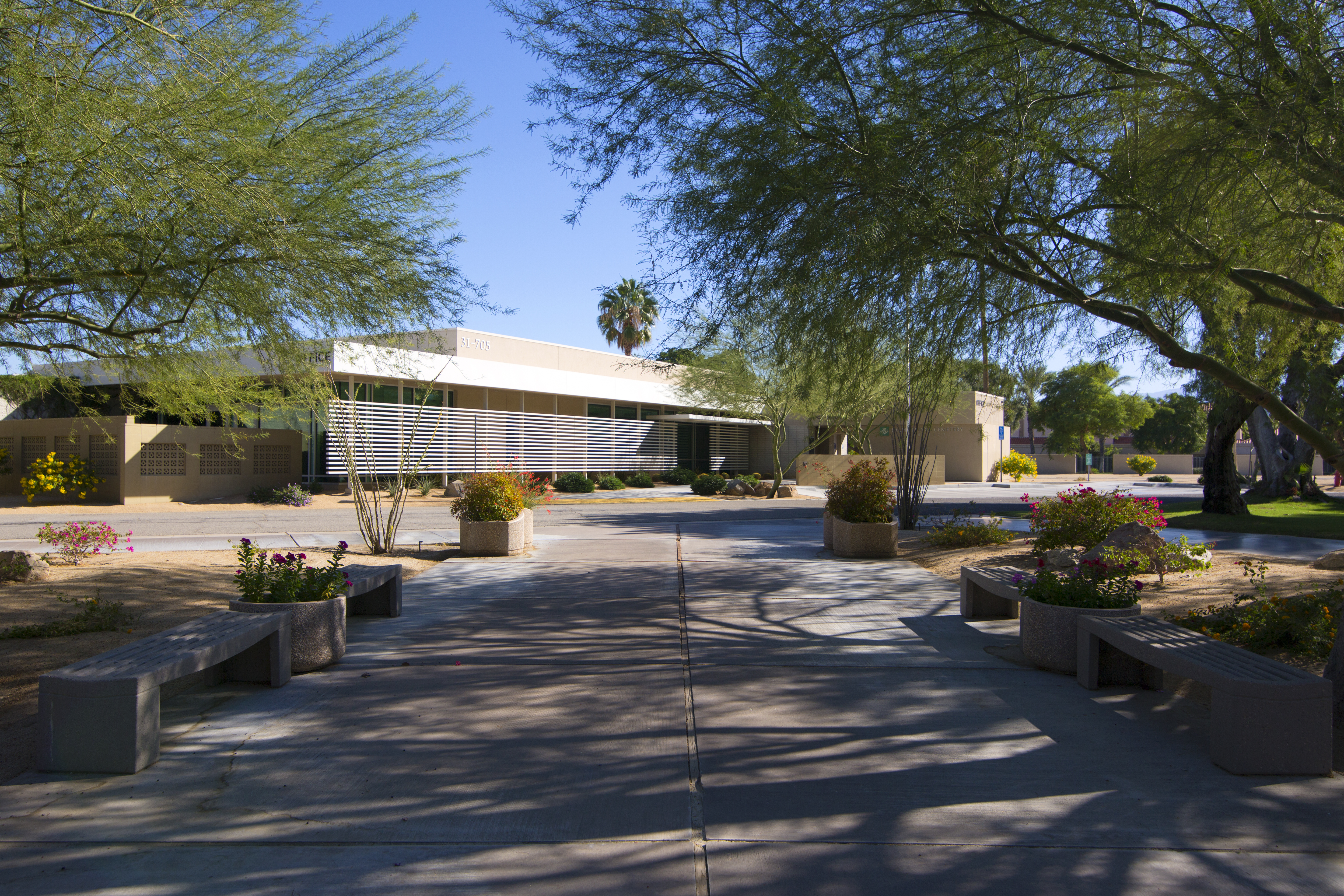

데저트 메모리얼 파크(Desert Memorial Park)는 미국 캘리포니아주 팜스프링스 근처 도시 캐시드럴시티에 위치한 묘지이다. 1956년 개원하고 1957년 처음으로 매장하였다.

## 유명인
- 버스비 버클리 (1895-1976) 영화 감독이자 무용가
- 마그다 가보르 (1915-1997) 배우
- 패트릭 맥니 (1922-2015) 배우
- 맥도널드 형제 (1902-1971) 맥도날드의 공동 창립자
- 윌리엄 파월 (1892-1984) 배우
- 프랭크 시나트라 (1915-1998) 가수, 배우, 제작자